# Chimarra sensillata
Chimarra sensillata är en nattsländeart som beskrevs av Oliver S. Flint Jr. 1981. Chimarra sensillata ingår i släktet Chimarra och familjen stengömmenattsländor. Inga underarter finns listade i Catalogue of Life.